# Taylor Allderdice
Taylor Allderdice je deseti miksani album repera Wiza Khalife koji je objavljen 13. ožujka 2012. godine. Objavio ga je preko diskografskih kuća Rostrum Records i Taylor Gang Records kao besplatni download. Na albumu gostuju izvođači kao što su Juicy J, Lola Monroe, Rick Ross i Chevy Woods, te producenti kao što su Lex Luger, Jake One i Rob Holladay. Wiz Khalifa je objavio tri spota s albuma za pjesme "California", "Brainstorm" i "The Grinder". Album je s interneta preuzet oko 1.500.000 puta.

## Popis pjesama
| Br. | Skladba                                                   | Producent       | Trajanje |
| --- | --------------------------------------------------------- | --------------- | -------- |
| 1.  | »Amber Ice«                                               | E. Dan          | 2:43     |
| 2.  | »California«                                              | Cardo           | 3:07     |
| 3.  | »Mia Wallace«                                             | Dumont          | 2:59     |
| 4.  | »Guilty Conscience«                                       | Sparky Banks    | 3:48     |
| 5.  | »Mary 3x«                                                 | Cardo           | 4:54     |
| 6.  | »O.N.I.F.C.«                                              | Cardo, Sledgren | 4:13     |
| 7.  | »Nameless« (featuring Chevy Woods)                        | Dope Couture    | 3:23     |
| 8.  | »Never Been Part II« (featuring Amber Rose & Rick Ross)   | Sledgren        | 3:49     |
| 9.  | »The Cruise«                                              | Big Jerm        | 4:16     |
| 10. | »Rowland« (featuring Smoke DZA)                           | Big Jerm        | 3:58     |
| 11. | »My Favorite Song« (featuring Juicy J)                    | Rob Holladay    | 3:52     |
| 12. | »T.A.P.« (featuring Juicy J)                              | SpaceGhostPurrp | 4:23     |
| 13. | »The Code« (featuring Juicy J, Lola Monroe & Chevy Woods) | Lex Luger       | 2:40     |
| 14. | »The Grinder«                                             | Jake One        | 2:26     |
| 15. | »Brainstorm«                                              | Cardo           | 3:53     |
| 16. | »Number 16«                                               | Dumont          | 3:05     |
| 17. | »Blindfolds« (featuring Juicy J)                          | Harry Fraud     | 3:39     |

## Nadnevci objavljivanja
| Država                     | Nadnevak         | Format             | Diskografska kuća                   | Izvor |
| -------------------------- | ---------------- | ------------------ | ----------------------------------- | ----- |
| Sjedinjene Američke Države | 13. ožujka 2012. | digitalni download | Rostrum Records Taylor Gang Records | [ 4 ] |

## Vanjske poveznice
- Taylor Allderdice  Arhivirana inačica izvorne stranice od 21. ožujka 2021. (Wayback Machine) na Allmusicu
- Taylor Allderdice na Discogsu